# Cevahir Towers
Cevahir Towers (mac. Кули Џевахир) – kompleks budynków zlokalizowany w Skopje w Macedonii Północnej. Obecnie jest to najwyższy kompleks w Macedonii Północnej.